# Umienino-Łubki
Umienino-Łubki – część wsi Umienino położona w Polsce, w województwie mazowieckim, w powiecie płockim, w gminie Bielsk.
W latach 1975–1998 miejscowość administracyjnie należała do województwa płockiego.